# Cinema de destape
S'anomena cinema de destape, terme encunyat pel periodista Àngel Casas i Mas, o a vegades de despelote al gènere cinematogràfic aparegut progressivament a Espanya des de la supressió oficial de la censura franquista consegüent a la mort del dictador al novembre de 1975, representat en la seva majoria per un veritable al·luvió de pel·lícules (només en 1976, gairebé el cinquanta per cent de les cintes produïdes pertanyen a aquest gènere) d'alt contingut eròtic –d'escassa qualitat i mínim cost–, en les quals (sovint de manera gratuïta) es van mostrar sense embuts constants nus majoritàriament femenins, algunes de les quals van arribar a convertir-se en el seu moment en èxits comercials sense precedents, i interpretades gairebé exclusivament en els seus papers masculins pel tàndem format per Andrés Pajares i Fernando Esteso, Antonio Ozores i, en menor mesura, per José Sacristán i José Luis López Vázquez.
Destaquen entre elles El amor del capitán Brando (Jaime de Armiñán, estrenada en noviembre de 1974), v estrenada al novembre de 1974), vista per una mica més de dos milions d'espectadors atrets pels pocs fotogrames en els quals Aurora (Ana Belén) mostra els pits davant un mirall, La trastienda (Jordi Grau i Solà, febrer de 1976), protagonitzada per María José Cantudo (Juana Ríos), considerada com la primera pel·lícula espanyola en que apareix un nu frontal íntegre, la molt més explícita seqüència en la qual una desinhibida Cecilia (Sara Mora) (Los energéticos, 1979) es dutxa amb absoluta naturalitat davant la mirada sorpresa d'Agapito (Andrés Pajares)…, les escenes eròtiques de El caminante (classificada «S») (Paul Naschy, 1979), per a les quals el cineasta va comptar amb la col·laboració d'actrius ja consagrades en el gènere com Blanca Estrada, Adriana Vega, Eva León o Tadia Urruzola, o les adaptacions cinematogràfiques de clàssics medievals com les dues parts d' El libro de buen amor (1975, considerada pel crític cinematogràfic del diari Ya Pascual Cebollada com «una àmplia mostra de nueses masculines i femenines, per davant i per darrere, i una constant tensió o demostració d'erotisme il·lustrat amb obscenitats», y 1976) o La lozana andaluza (1976), tingudes pel cineasta César Fernández Ardavín com «l'estratègia "literària" per eludir la censura».
Quant a les anomenades «muses del destape», cal ressenyat al costat de les ja esmenades María José Cantudo i Blanca Estrada a María Luisa San José, Susana Estrada, Ágata Lys, Victoria Vera, Nadiuska, Bárbara Rey, Silvia Tortosa, Eva Lyberten, Victoria Abril… o les ja desaparegudes Sandra Mozarowsky (m. 1977) i Amparo Muñoz (m. 2011).
En octubre de 2008 es va estrenar la pel·lícula Los años desnudos –protagonitzat per Candela Peña, Mar Flores i Goya Toledo–, ambientat en aquella època i en el qual Susana Estrada va interpretar a una periodista feminista declaradament contrària a aquella mena de pel·lícules.

## Antecedents
Tot i l'acurat control de la censura cinematogràfica durant la dictadura franquista (entre 1937 i 1977 prop de seixanta mil pel·lícules van ser vetades per les seves imatges o textos contraris als principis catòlics i nacionalistes dominants), en l'actualitat la majoria dels investigadors coincideixen a observar que fins i tot en aquests anys un director prou avesat podia arribar a presentar almenys en alguna de les seves produccions un concepte «subversiu» o una imatge «poc habitual» per a l'època. Així, des de principis dels anys 1950 fins a finals de la dècada següent, Marisa de Leza va fumar provocativament una cigarreta a Surcos (José Antonio Nieves Conde, 1951), es va abordar el tema de l'adulteri a Muerte de un ciclista (Juan Antonio Bardem, 1955), l'alemanya Elke Sommer va lluir el primer bikini que apareixia en una pel·lícula espanyola a Bahía de Palma (Joan Bosch Palau, 1962) o Elisa Ramírez va mostrar el primer pit nu, «encara que "entre cortinetes"», de la història del cinema espanyol a La Celestina (César Fernández Ardavín, 1969).

### Altres països d'Europa i els Estats Units
No va succeir el mateix en altres països d'Europa (sobretot Itàlia i França) i els Estats Units on la fi de la Segona Guerra Mundial (1945) va suposar la definitiva desaparició de la censura governamental i, amb ella, l'arribada a la pantalla gran d'una mena de dona jove, atrevida, voluptuosa i lliure, interpretada per actrius de la talla d'Ursula Andress, Marilyn Monroe, Bettie Page, Gina Lollobrigida, Jayne Mansfield, Carroll Baker, Brigitte Bardot, Raquel Welch o Sophia Loren, entre d'altres.
Sobre aquest tema, María José Cantudo va declarar:
| « | Vam estrenar la pel·lícula [La trastienda] a la sala A del cinema Roxi. A la sala B passaven una pel·lícula on Glenda Jackson sortia completament nua; no com jo, que ensenyava un nuet de res. Aquesta senyora ho ensenyava tot durant el metratge sencer! | » |

Guerres púbiques
En el cas concret dels Estats Units cal esmentar també que al voltant de les dècades dels seixanta i els setanta es va produir el desencadenament de les conegudes irònicament com guerres púbiques [sic] consistents en la renyida competència entre les dues revistes eròtiques més difoses de l'època (Playboy i Penthouse) per qual d'elles anava a ser la primera a treure una fotografia d'una noia en la qual s'apreciés clarament el pèl púbic ja que fins a aquell moment sol en el supòsit poc probable que aquest es trobés totalment depilat (el que no succeiria fins que la model Dalene Kurtis aparegués d'aquesta manera en el pòster central de Playboy de setembre de 2001) o en el seu cas la zona corresponent no es distingís amb absoluta nitidesa (el que sol dir-se «nu estratègic») la imatge en qüestió no es considerava com a obscena i, per tant, podia publicar-se.
Després de diferents posats com els de les playmates Melodye Prentiss (juliol de 1968), Paula Kelli (agost de 1969), la noruega Liv Lindeland (gener de 1971) o la britànica Marilyn Cole (gener de 1972) va ser la nova revista Hustler llançada dos anys després per l'editor estatunidenc Larry Flynt la que progressivament va anar traient a la llum les fotografies més explícites de sexes femenins conegudes fins llavors.

### Mèxic i l'Argentina

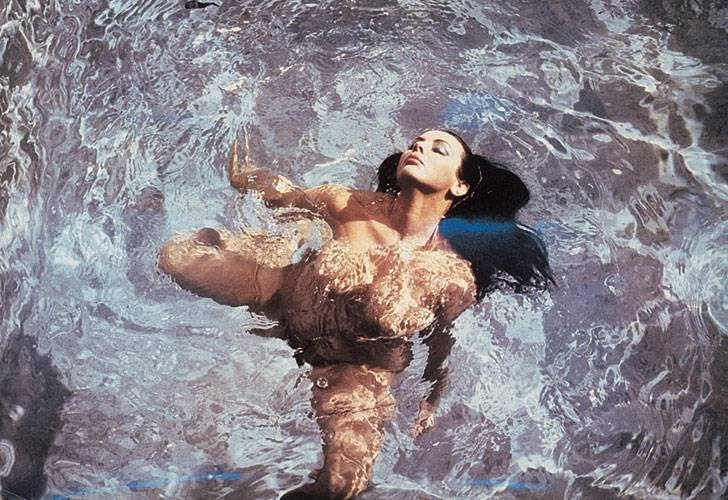
Isabel Sarli en un fotograma de La mujer de mi padre, dirigida per Armando Bó el 1968.

També en diversos països de parla hispana com Mèxic i l'Argentina es va permetre la filmació i posterior distribució d'una sèrie de pel·lícules en les quals les seves protagonistes femenines apareixien en uns certs moments de les històries parcial (topless) o totalment nues, entre les quals cal esmentar com més controvertides les mexicanes La mujer del puerto (Arcady Boytler, 1934), El rosal bendito (escrita i dirigida per Juan Bustillo Oro en 1936), La mancha de sangre (Adolfo Best Maugard, 1937), La Zandunga (Fernando de Fuentes, 1938), La fuerza del deseo (Miguel M. Delgado, 1955) i La Diana Cazadora (Tito Davison, 1956) aquestes dues últimes interpretadas per Ana Luisa Peluffo, Santo en el tesoro de Drácula (René Cardona, 1968), amb una versió sense censura distribuïda a Europa amb el títol El vampiro y el sexo, Fin de fiesta (Mauricio Walerstein, 1972), El rincón de las vírgenes (Alberto Isaac, 1972), El castillo de la pureza (Arturo Ripstein, 1972), La Choca (Emilio Fernández, 1974), El llanto de la tortuga o ¿Cómo perdiste tu virginidad? (Francisco del Villar, 1974), Satánico pandemónium o La sexorcista, estrenada més tard a Itàlia sota el títol La Novizia Indemoniata (Gilberto Martínez Solares, 1975), El apando (Felipe Cazals, 1975), Tívoli (Alberto Isaac, 1975), Bellas de noche o Las ficheras (Miguel M. Delgado, 1975), Tres mujeres en la hoguera (Abel Salazar, 1977), Alucarda, la hija de las tinieblas (Juan López Moctezuma, 1978), La casa que arde de noche (René Cardona Jr., 1985), o les argentines El trueno entre las hojas (1958, tinguda a tots els nivells per la primera pel·lícula argentina en què apareixia un nu frontal íntegre, si bé cal destacar que en la famosa escena en la qual el personatge de la Flavia es banya enmig d'un riu sense cap roba en cap moment del poc més de minut i mig que dura la seqüència es distingeixen amb total claredat altres zones erògenes més que els pits, que «van passar en aquest moment a convertir-se en l'obsessió de diverses generacions d'homes»), Sabaleros (1959), India (1960), La tentación desnuda (1966), La mujer de mi padre (1968) o Éxtasis tropical (1978), totes elles dirigides pel cineasta Armando Bó i interpretades per l'actriu, model i símbol sexual Isabel Sarli.

### Brasil
Gairebé al mateix temps que a Espanya sorgeix un nou gènere cinematogràfic pròpiament brasiler conegut com la pornochanchada caracteritzat de forma molt semblant al destapi espanyol per la producció continuada d'una sèrie de pel·lícules en les quals van arribar a exhibir-se en nombroses ocasions completament nues bona part de les joves actrius del moment com Sônia Braga, Meiry Vieira, Helena Ramos, Vera Fischer, Matilde Mastrangi, Aldine Müller, Sandra Bréa, Nicole Puzzi, Patrícia Scalvi, Rossana Ghessa, Kate Lyra, Vanessa Alves o Adele Fátima, protagonistes de cintes com A Virgem e o Machão (José Mojica Marins, 1974), As Aventuras Amorosas de um Padeiro (Waldir Onofre, 1975), Presídio de Mulheres Violentadas (dirigida el 1977 per Luiz Castellini i A. P. Galante), A Prisão (Oswaldo de Oliveira, 1980), Mulher Objeto (Silvio de Abreu, 1981), O Império do Desejo (Carlos Reichenbach, 1981), Pornô! (dirigida també el 1981 per David Cardoso, Luiz Castellini i John Doo), Amor, estranho amor o Despertar (Walter Hugo Khouri, 1982) amb l'actuació de la cantant i actriu Xuxa Meneghel, etc.

## Auge del gènere
| «                                                                                              | L'obertura de la censura possibilita una eclosió d'espectacles, publicacions i pel·lícules d'alt contingut eròtic, el que es coneix com el destape. Moltes estrelles del cinema i la cançó s'afanyen a despullar-se en les revistes o al cinema, la qual cosa porta a considerar-se una presa de postura política a favor de la llibertat. | » |
| — Eslava Galán, Juan. La Transición. 7. Madrid: Diario EL PAÍS, 2006, p. 144. ISBN 8498153255. | |   |

Si bé des de principis dels anys 1970 s'havien rodat ja diverses pel·lícules en les quals les seves protagonistes femenines apareixien cada vegada més «lleugeres de roba», va ser l'1 de març de 1975 quan, segons el nou Codi de Censura, «s'admetrà el nu sempre que estigui exigit per la unitat total del film, rebutjant-se quan es presenti amb intenció de despertar passions en l'espectador normal o incideixi en la pornografia».
A partir d'aquell moment un progressiu nombre de dones nues, unit a una creixent sexualización del cinema espanyol (del destapi a la pornografia), va monopolitzar la producció nacional amb títols tan explícits com Las que empiezan a los quince años (Ignacio Iquino, 1978), La chica de las bragas transparentes (Jesús Franco, 1981), Orgía de ninfómanas (Jesús Franco, 1981), Violación inconfesable (Miguel Iglesias, 1981), Apocalipsis sexual (Carlos Aured, 1982), Con las bragas en la mano (Julio Pérez Tabernero, 1982), Jóvenes amiguitas buscan placer (Ignacio Iquino, 1982), Inclinación sexual al desnudo (Ignacio Iquino, 1982), Mi conejo es lo mejor (Ricardo Palacios, 1982), Sin bragas y a lo loco (Gérard Loubeau, 1982), Sueca bisexual necesita semental (Ricard Reguant, 1982), Bragas calientes (José María Zabalza, 1983), Las viciosas y la menor (Alfonso Balcázar, 1983) o Las calientes orgías de una virgen (Antoni Verdaguer, 1982).

### Pel·lícules de destape estrenades a Espanya de 1974 a 1983 (selecció)
| Any d'estrena | Títol                                         | Director/s                       | Intèrprets |
| ------------- | --------------------------------------------- | -------------------------------- | --- |
| 1974          | Chicas de alquiler                            | Ignasi F. Iquino                 | Nadiuska, Silvia Solar, Alice Arno, Máximo Valverde, Ivonne Sentis, Alejandro Ulloa…                                |
| 1975          | Sensualidad                                   | Germán Lorente                   | Fernando Fernán Gómez, Amparo Muñoz, Blanca Estrada, Pilar Velázquez, Sandra Mozarowsky, Janet Agren…               |
| 1975          | El poder del deseo                            | Juan Antonio Bardem              | Marisol, Murray Head, José María Prada, Alfredo Alonso, Francisco Amorós, Eloy Arenas…                              |
| 1975          | Juego de amor prohibido                       | Eloy de la Iglesia               | Javier Escrivá, John Moulder-Brown, Inma de Santis, Simón Andreu, Joaquín Pamplona, Blaki…                          |
| 1975          | Las adolescentes                              | Pedro Masó                       | Anthony Andrews, Koo Stark, Susan Player, Victoria Vera, Eduardo Bea, María Perschy…                                |
| 1976          | La trastienda                                 | Jorge Grau                       | María José Cantudo, Frederick Stafford, Rosanna Schiaffino, Ángel del Pozo, José Suárez, Pep Munné…                 |
| 1976          | La muerte ronda a Mónica                      | Ramón Fernández                  | Nadiuska, Arturo Fernández, Jean Sorel, Karin Schubert, Damián Velasco, Isabel Luque…                               |
| 1976          | Manuela                                       | Gonzalo García Pelayo            | Charo López, Fernando Rey, Máximo Valverde, Carmen Platero, Mario Pardo, Fernando Sánchez Polack…                   |
| 1976          | La otra alcoba                                | Eloy de la Iglesia               | Patxi Andión, Amparo Muñoz, Simón Andreu, Ricardo Merino, Yolanda Ríos, Chacho Lage…                                |
| 1977          | Los placeres ocultos                          | Eloy de la Iglesia               | Simón Andreu, Charo López, Beatriz Rossat, Germán Cobos, Antonio Corencia, Ángel Pardo…                             |
| 1977          | Me siento extraña                             | Enrique Martí Maqueda            | Rocío Dúrcal, Bárbara Rey, Francisco Algora, Ricardo Tundidor, Eva León, Luis Marín…                                |
| 1977          | La criatura                                   | Eloy de la Iglesia               | Ana Belén, Juan Diego, Claudia Gravy, Ramón Reparaz, Manuel Pereiro, Bárbara Lys…                                   |
| 1977          | Cambio de sexo                                | Vicente Aranda                   | Victoria Abril, Lou Castel, Fernando Sancho, Rafaela Aparicio, Montserrat Carulla, Daniel Martín…                   |
| 1977          | El mirón                                      | José Ramón Larraz                | Héctor Alterio, Alexandra Bastedo, Aurora Bautista, Carlos Ballesteros, Pep Munné, Aurora Redondo…                  |
| 1977          | Luto riguroso                                 | José Ramón Larraz                | Rafael Arcos, Carlos Ballesteros, Mercedes Borqué, José María Caffarel, Ketty de la Cámara, Jesús Fernández…        |
| 1977          | Asignatura pendiente                          | José Luis Garci                  | José Sacristán, Fiorella Faltoyano, Antonio Gamero, Silvia Tortosa, Héctor Alterio, Simón Andreu…                   |
| 1978          | Bilbao                                        | Bigas Luna                       | Ángel Jové, María Martín, Isabel Pisano, Francisco Falcon, Jordi Torras, Pepita Llunell…                            |
| 1978          | Intercambio de parejas frente al mar          | Gonzalo García Pelayo            | Miguel Ángel Iglesias, Rosa Ávila, Javier García Pelayo, Ágata Martín, José Grau, Ana Bernal…                       |
| 1978          | Cartas de amor de una monja                   | Jorge Grau                       | Analía Gadé, Alfredo Alcón, Teresa Gimpera, Fernando Sánchez Polack, Lina Romay, Carme Fortuny…                     |
| 1978          | Escalofrío                                    | Carlos Puerto, Juan Piquer Simón | Ángel Aranda, Sandra Alberti, Mariana Karr, José María Guillén, Manuel Pereiro, Luis Barboo…                        |
| 1978          | La visita del vicio                           | José Ramón Larraz                | Patricia Granada, Lidia Zuazo, Rafael Machado, David Thomson, Lea Candle, Daisy Jules…                              |
| 1978          | Violación fatal                               | León Klimovsky                   | Ágata Lys, Heinrich Starhemberg, Ricardo Merino, Isabel Pisano, Antonio Mayans, Sandra Alberti…                     |
| 1978          | Los violadores del amanecer                   | Ignasi F. Iquino                 | Mireia Ros, Linda Lay, Eva Lyberten, Alicia Orozco, Silvia Solar, Sonia Senties…                                    |
| 1978          | El sacerdote                                  | Eloy de la Iglesia               | Simón Andreu, Esperanza Roy, Emilio Gutiérrez Caba, José Franco, Ramón Reparaz, Ramón Pons…                         |
| 1978          | El huerto del francés                         | Paul Naschy                      | María José Cantudo, Ágata Lys, Paul Naschy, José Calvo, Carlos Casaravilla, José Nieto…                             |
| 1978          | La ocasión                                    | José Ramón Larraz                | Javier Escrivá, Teresa Gimpera, Ángel Alcázar, Roberto Camardiel, Félix Dafauce                                     |
| 1979          | El periscopio                                 | José Ramón Larraz                | Laura Gemser, Bárbara Rey, José Sazatornil, Ángel Herraiz, Mila Stanic, Alfred Lucchetti…                           |
| 1979          | Los bingueros                                 | Mariano Ozores                   | Andrés Pajares, Fernando Esteso, Antonio Ozores, África Pratt, Isabel Luque, Roxana Dupre…                          |
| 1979          | El caminante                                  | Paul Naschy                      | Paul Naschy, Sara Lezana, David Rocha, Ana Harpo, Blanca Estrada, Irene Gutiérrez Caba…                             |
| 1980          | Navajeros                                     | Eloy de la Iglesia               | José Luis Manzano, Isela Vega, Verónica Castro, Jaime Garza, Enrique San Francisco, María Martín…                   |
| 1980          | Viciosas al desnudo                           | Manuel Esteban                   | Jack Taylor, Adriana Vega, Eva Lyberten, Silvia Solar, Javier Garriga Prous                                         |
| 1980          | La muchacha de las bragas de oro              | Vicente Aranda                   | Victoria Abril, Lautaro Murúa, Hilda Vera, Perla Vonasek, Pep Munné, Josep M. Lana…                                 |
| 1980          | Pepi, Luci, Bom y otras chicas del montón     | Pedro Almodóvar                  | Carmen Maura, Félix Rotaeta, Alaska, Eva Siva, Concha Grégori, Kiti Mánver…                                         |
| 1980          | Sinfonía erótica                              | Jesús Franco                     | Lina Romay, Susan Hemingway, Armando Borges, Mel Rodrigo, Aida Gouveia, George Santos…                              |
| 1981          | La caliente niña Julietta                     | Ignasi F. Iquino                 | Eva Lyberten, Andrea Albani, Vicky Palma, Antonio Maroño, Joaquín Gómez…                                            |
| 1981          | La momia nacional                             | José Ramón Larraz                | Francisco Algora, Quique Camoiras, Azucena Hernández, Carlos Lucena, José Jaime Espina, Lili Muráti…                |
| 1981          | El sexo está loco                             | Jesús Franco                     | Lina Romay, Lynn Endersson, Antonio Mayans, Antonio Rebollo, Laura García, Antonio Martín…                          |
| 1981          | Las alumnas de madame Olga                    | José Ramón Larraz                | Helga Liné, María Harper, George Gonce, Lynn Endersson, Eva Lyberten, Jazmine Venturini…                            |
| 1981          | El fontanero, su mujer y otras cosas de meter | Carlos Aured                     | Ricardo Díaz, Montserrat Prous, Lina Romay, Antonio Parrilla, Carlos Sánchez                                        |
| 1981          | La frígida y la viciosa                       | Carlos Aured                     | Andrea Guzon, Sara Mora, Alfredo Calles                                                                             |
| 1981          | Los violadores                                | Paul Grau                        | José Gras, Laura Premica, Andrea Albani, Peter John Saunders, Brian Billings, Hank Sutter…                          |
| 1982          | Los ritos sexuales del Diablo                 | José Ramón Larraz                | Helga Liné, Vanessa Hidalgo, Jeffrey Healey, Alfred Lucchetti, Manuel Gómez-Álvarez, John McGrat…                   |
| 1982          | Pasión prohibida                              | Amando de Ossorio                | Susana Estrada, Emilio Álvarez, Lynn Endersson, Rafael Hernández, María Rey, Gabriela Mosch…                        |
| 1982          | Colegas                                       | Eloy de la Iglesia               | Antonio Flores, Rosario Flores, José Luis Manzano, José Manuel Cervino, Queta Ariel, Francisco Casares…             |
| 1982          | Adulterio nacional                            | Francisco Lara Polop             | Quique Camoira, Charo López, Francisco Cecilio, Azucena Hernández, Manolo Codeso, Julia Martínez, Beatriz Escudero… |
| 1982          | Las orgías inconfesables de Emmanuelle        | Jesús Franco                     | Muriel Montossé, Antonio Mayans, Asunción Calero, Carmen Carrión, Antonio Rebollo, Flavia Hervás…                   |
| 1982          | Laberinto de pasiones                         | Pedro Almodóvar                  | Cecilia Roth, Imanol Arias, Helga Liné, Marta Fernández Muro, Fernando Vivanco, Ofelia Angélica…                    |
| 1982          | Apocalipsis sexual                            | Carlos Aured, Sergio Bergonzelli | Ajita Wilson, Ricardo Díaz, Kati Ballari, Lina Romay, Emi Basallo, José Ferro                                       |
| 1983          | Polvos mágicos                                | José Ramón Larraz                | Alfredo Landa, Carmen Villani, Elisa Montes, Vincenzo Crocitti, Carmen de Lirio, José María Caffarel…               |
| 1983          | Gemidos de placer                             | Jesús Franco                     | Lina Romay, Rocío Freixas, Antonio Mayans, Elisa Vela, Juan Soler, Jesús Franco                                     |
| 1983          | El pico                                       | Eloy de la Iglesia               | José Luis Manzano, Javier García, José Manuel Cervino, Luis Iriondo, Enrique San Francisco, Andrea Albani…          |
| 1983          | Confesiones íntimas de una exhibicionista     | Lina Romay, Jesús Franco         | Lina Romay, Elisa Vela, Antonio Rebollo, Juana de la Morena, José Ferro, Antonio Mayans                             |
| 1983          | Bragas calientes                              | Julio Pérez Tabernero            | Paola Matos, Emilio Linder, Alicia Príncipe, Elena Álvarez, Maika Sanz, Milagros Aguilar…                           |

## Revistes eròtiques
Paral·lelament a l'auge del destapi cinematogràfic els quioscos espanyols es van omplir fins i tot fins i tot diversos anys abans de la mort del dictador al novembre de 1975 de no poques «revistes per a homes» com Interviú i Lib (totes dues publicades des de 1976), Macho (en el núm. 1 de 1979 va aparèixer en portada una fotografia de l'actriu i cantant Bibi Andersen mostrant un pit), Pen, Clímax, Bazaar, Bocaccio (en homenatge a la famosa discoteca fundada en 1967 i el primer número de la qual va sortir a la venda en 1970), Papillon (en el núm. 1 de 28 de gener de 1976 va figurar en coberta una imatge de Susana Estrada sense roba, si bé no es distingia amb nitidesa l'àrea púbica) i moltes altres, en les quals gradualment es van exhibir «ensenyant les mamelles», primer, i íntegrament nues ja més tard moltes de les artistes del moment més desinhibides a l'hora d'exhibir els seus cossos davant el públic, que van trobar en elles una bona manera d'impulsar les seves respectives carreres com a actrius, entre les quals cal destacar especialment a les abans esmentades Susana Estrada, Ágata Lys, Nadiuska, Bárbara Rey, Eva Lyberten, Amparo Muñoz, etc.
| « | Va ser curiós viure l'obertura posfranquista. Primer es va poder fotografiar a les noies en bikini, després només amb la part de baix del vestit de bany, després en calces, després completament nues sense que se'ls veiés res. […] Després ja se'ls va poder veure tot. | » |

Per Pepe Cera (Barcelona, 1953), director de la revista Lib, aquesta mena de publicacions «Tenien el paper morbós de posar a la gent divertida i activar la imaginació, però també exercien un paper d'educació sexual i d'obertura cap a temes desconeguts per a la majoria com els costums sexuals minoritaris, el sadomaso [sic], els contactes o la prostitució».
Però sens dubte «la veda la va aixecar la revista Interviú [2-8 set. 1976, núm. 16] amb la mítica portada en la qual va aparèixer l'adolescent Marisol amb les mamelles a l'aire, tal com la va parir la seva santa mare»:
| « | Corria el mes de setembre de 1976 quan traiem a Marisol ensenyant les mamelles a la portada de la nostra nova revista; Interviú era un aire de llibertat que anunciava que tot era possible a Espanya. Ningú sabia per on anaven a anar les coses i enmig de la discussió entre llibertat, democràcia o continuisme vaig aprofitar per a publicar les fotos. El fotògraf César Lucas havia retratat a Marisol sis anys abans, en 1970. El reportatge amb el nu de Marisol ens va fer vendre més que mai en la història d'Espanya. La nena prodigi Marisol amb el bust a l'aire, convertida ja en dona i en comunista, es va transformar ràpidament en una icona del canvi social que estàvem experimentant. Aquella portada va ser una imatge de la llibertat. | » |

| « | Aquella portada va disparar els nus de famoses. De sobte comencem a tenir accés a despullar les grans vedettes del moment com Susana Estrada, Àgata Lys o Nadiuska. | » |

## Declivi del cinema "S"
Al voltant del quinze per cent de les realitzacions cinematogràfiques produïdes a l'Espanya dels anys 1970 es trobaven identificades amb la lletra «S» (ràpidament relacionada amb «sexe»), la qual cosa venia a significar que tant la temàtica com el contingut de les mateixes podien ferir la «sensibilitat» d'alguns espectadors.
Però la veritat va ser que el públic masculí en general no es conformava ja amb veure a una actriu fent topless, o fins i tot totalment nua, la qual cosa va portar a la Direcció General de Cinematografia de llavors, encapçalada per Pilar Miró, a suprimir en 1984 la «S» com a qualificació «moral» d'unes certes projeccions i la consegüent legalització dels cinemes porno (les anomenades sales «X»), exclusivament per a majors de 18 anys:
| « | El cinema "S" va començar a morir el 5 de març de 1984, quan el Govern del PSOE va decidir dissoldre la Junta de Qualificació i va retirar qualsevol possibilitat d'ajuda econòmica per a pel·lícules eròtiques i pornogràfiques. Un any abans, Pilar Miró, la flamant directora general de Cinematografia, va instar un reial decret mitjançant el qual se suprimia la classificació "S" –últim vestigi de la censura franquista– i es donava llum verda a la classificació "X" –és a dir, al porno dur–. | » |

Pel que fa a les seves intèrprets femenines cal ressenyar que mentre que només unes poques van saber adaptar-se a les exigències del cinema convencional la majoria van acabar airejant les seves intimitats de plató en plató o simplement van desaparèixer després en el més absolut anonimat.